# Euproctis fulvipennis
Euproctis fulvipennis är en fjärilsart som beskrevs av George Francis Hampson 1910. Euproctis fulvipennis ingår i släktet Euproctis och familjen tofsspinnare. Inga underarter finns listade i Catalogue of Life.